# Volker Zotz
Volker Zotz (* 28. října 1956 Landau in der Pfalz) je rakouský filozof, buddholog a religionista. České veřejnosti je známý především díky své knize o životě Buddhy Šákjamuniho s prostým názvem Buddha.

## Život
Narodil se v německém Landau in der Pfalz. Mezi lety 1978–1985 studoval historii, filozofii a budddhologii na Vídeňské univerzitě. Promoval s prací „Zur Rezeption, Interpretation und Kritik des Buddhismus im deutschen Sprachraum vom Fin-de-siècle bis 1930“ (Vliv buddhismu na německou filozofii, literaturu a kulturu). V letech 1979 a 1980 studijně pobýval v Indii. V letech 1989 a 1999 měl vědeckou stáž na univerzitě Rjúkoku v Kjótu (Japonsko). Od roku 1982 vydává „Damaru. Zeitschrift für Buddhismus“. Je členem předsednictva „International Association of Shin Budddhist Studies“. Nyní žije na své usedlosti v Burgenlandu a pracuje na kulturních a sociologických výzkumných projektech. Vyučuje na Ústavu filosofie Vídeňské univerzity. Vedle odborných článků a překladů s kulturně-historickými, buddhologickými tématy, je autorem nebo se podílel na řadě publikací.